# Selimiye-Moschee (Gütersloh)
Die Selimiye-Moschee (türkisch Selimiye Camii) ist eine Moschee in der ostwestfälischen Kreisstadt Gütersloh. Sie liegt wenige Meter von der B61 entfernt im Ortsteil Nordhorn, unweit des Mohns Park.

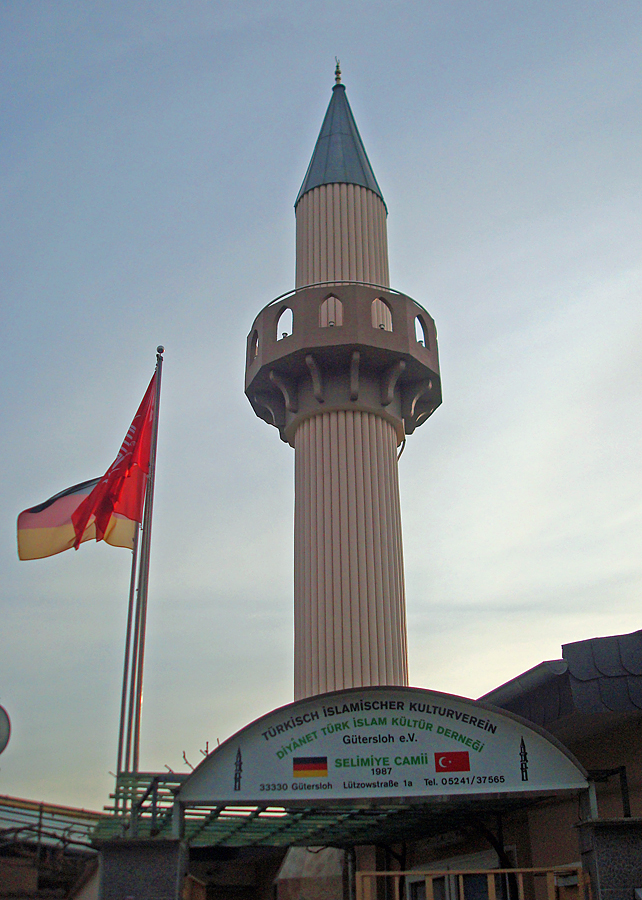
Eingang und Minarett

1987 gründete sich unter dem Dach der DİTİB der Türkisch-Islamische Kulturverein Gütersloh. Der Verein erwarb ein 2.400 m² großes Grundstück einer Schreinerei, deren Hallen er 1990 zu einer Moschee und einem Gemeinde- und Kulturzentrum umbaute. Dazu gehören neben dem großen Gebetsraum für Männer und einem kleineren für Frauen eine Teestube, eine Küche, eine Bibliothek, ein Unterrichtsraum für bis zu 30 Kinder im Alter zwischen 6 und 14 Jahren und ein Versammlungsraum für Jugendliche.
2009 erhielt die Moschee ein Minarett. Die Baukosten betrugen 50.000 Euro. Vom Minarett wird nicht zum Gebet gerufen; der 14 Meter hohe Turm hat lediglich symbolischen Charakter. An Feiertagen kann er jedoch beleuchtet werden.
2016 wurde auf dem Dach der Moschee eine Kuppel errichtet und die Innenräume wurden renoviert. Die Wiedereröffnung erfolgte im Beisein von MdB Ralph Brinkhaus.
Die Selimiye-Moschee trägt ihren Namen in Erinnerung an die Sultansmoschee in Edirne, die Moschee Selims II.
Die Gemeinde zählte im Jahr ihres 25-jährigen Bestehens 2012 rund 300 Mitglieder.